# Baczmagi
Baczmagi (także baczmegi, baczmogi, baszmagi, baszmaki, z osm. tur. باشمق başmak) – skórzane buty, charakteryzujące się ściętymi ukośnie z tyłu cholewami zakrywającymi kolano oraz płaską podeszwą i nieco zadartym nosem.
Obuwie popularne w XVI–XVIII wieku w Europie Środkowej, (Węgry, Polska, Mołdawia, Wołoszczyzna) zwłaszcza wśród szlachty i kawalerii. Najczęściej barwy czarnej, żółtej lub brązowej, szyte według wzorów wschodnich z safianu lub innych drogich skór, w XVI i XVII wieku często występowały w polskim ubiorze narodowym.